# Vinícius Nogueira
Vinícius Nogueira de Oliveira, född 11 december 2001, är en brasiliansk fotbollsspelare som spelar för Halmstads BK.

## Karriär
Nogueira spelade ungdomsfotboll för Palmeiras, Atlético Mineiro och Ponte Preta. I januari 2023 skrev han på ett fyraårskontrakt med Varbergs BoIS. Nogueira tävlingsdebuterade den 18 februari 2023 i en 1–0-seger över Östersunds FK i Svenska cupen. Han gjorde allsvensk debut den 3 april 2023 i en 2–2-match mot Mjällby AIF.
I januari 2024 värvades Nogueira av Halmstads BK, där han skrev på ett fyraårskontrakt.